# Khaibau
Khaibau (fl. XVIII secolo a.C.) è stato un sovrano egizio ascrivibile alla XIII dinastia.

## Biografia
Il nome di questo sovrano non è noto da alcuna delle liste reali ma è attestato da numerosi reperti archeologici come il Nilometro di Semnae oggetti provenienti da Bubasti e Kerma.
Il Canone Reale, in effetti unica lista che riporti in modo sistematico, i sovrani del secondo periodo intermedio, riporta al termine linea 6.6 la dizione, in inchiostro rosso, 6 anni vuoti, lacuna che potrebbe appunto essere colmata da Khaibau.

## Liste Reali
| G41 · G36 | M4 | N33 · N33 | Z2 · Z2 |

| G41 · G36 | M4 | N33 · N33 | Z2 · Z2 |

| G41 · G36 | M4 | N33 · N33 | Z2 · Z2 |

| G41 · G36 | M4 | N33 · N33 | Z2 · Z2 |

| G41 · G36 | M4 | N33 · N33 | Z2 · Z2 |

| G41 · G36 | M4 | N33 · N33 | Z2 · Z2 |

| G41 · G36 | M4 | N33 · N33 | Z2 · Z2 |

| G41 · G36 | M4 | N33 · N33 | Z2 · Z2 |

## Titolatura
| G5 |

| G5 |

| N28 | G30 |

| N28 | G30 |

| N28 | G30 |

| N28 | G30 |

| N28 | G30 |

| N28 | G30 |

| N28 | G30 |

| N28 | G30 |

| G16 |

| G16 |

| F25 |

| F25 |

| G8 |

| G8 |

| S34 | Z3 | T14 |

| S34 | Z3 | T14 |

| M23 · X1 | L2 · X1 |

| M23 · X1 | L2 · X1 |

| N5 | S42 | D43 · N19 |

| N5 | S42 | D43 · N19 |

| N5 | S42 | D43 · N19 |

| N5 | S42 | D43 · N19 |

| N5 | S42 | D43 · N19 |

| N5 | S42 | D43 · N19 |

| N5 | S42 | D43 · N19 |

| N5 | S42 | D43 · N19 |

| G39 | N5 |

| G39 | N5 |

| p · n | V13 · n | T14 | G41 |

| p · n | V13 · n | T14 | G41 |

| p · n | V13 · n | T14 | G41 |

| p · n | V13 · n | T14 | G41 |

| p · n | V13 · n | T14 | G41 |

| p · n | V13 · n | T14 | G41 |

| p · n | V13 · n | T14 | G41 |

| p · n | V13 · n | T14 | G41 |

## Cronologia
| Periodo                    | Dinastia | Anni di regno                               |
| Secondo periodo intermedio | XIII     | tra il 1780 a.C. e il 1770 a.C. (± 50 anni) |

| Autore    | Anni di regno         |
| --------- | --------------------- |
| Ryholt    | 1775 a.C. - 1772 a.C. |
| Franke    | 1752 a.C. - 1746 a.C. |
| Schneider | 1752 a.C. - 1746 a.C. |